# Tornei di tennis maschili nel 1923
Prima della nascita della cosiddetta "Era Open" del tennis, ossia l'apertura ai tennisti professionisti dei tornei che prima di quell'anno erano riservati ai tennisti dilettanti. Nel 1923 i tornei si distinguevano in pro e amatoriali: ai primi potevano partecipare solo i giocatori professionisti, mentre ai secondi potevano partecipare solo i tennisti dilettanti. Tutti i tornei più importanti erano amatoriali; tra questi c'erano i tornei del Grande Slam: gli Australian Championships, il Campionato francese di tennis, il Torneo di Wimbledon e gli U.S. National Championships.

## Calendario

### Legenda
| Tornei amatoriali       |
| Tornei professionistici |

### Gennaio
| Settimana | Torneo                                                                        | Vincitore          | Finalista                 | Semifinalisti | Eliminati ai quarti |
| --------- | ----------------------------------------------------------------------------- | ------------------ | ------------------------- | ------------- | ------------------- |
| gennaio   | Canadian Covered Court Championships 1923 Montréal, Canada Singolare - Doppio | William F. Crocker | non conosciuta (bandiera) |               |                     |
| gennaio   | Canadian Covered Court Championships 1923 Montréal, Canada Singolare - Doppio |                    |                           |               |                     |
| 6 gennaio | Beausite First Meeting 1923 Cannes, Francia Singolare - Doppio                | Leighton Crawford  | non conosciuta (bandiera) |               |                     |
| 6 gennaio | Beausite First Meeting 1923 Cannes, Francia Singolare - Doppio                |                    |                           |               |                     |

### Febbraio
| Settimana   | Torneo                                                                            | Vincitore                              | Finalista                 | Semifinalisti | Eliminati ai quarti |
| ----------- | --------------------------------------------------------------------------------- | -------------------------------------- | ------------------------- | ------------- | ------------------- |
| Febbraio    | French Closed Covered Court Championships 1923 Parigi, Francia Singolare - Doppio | René Lacoste                           | Pierre Hirsch             |               |                     |
| Febbraio    | French Closed Covered Court Championships 1923 Parigi, Francia Singolare - Doppio | Jean Borotra René Lacoste              | Jean Borotra René Lacoste |               |                     |
| 11 febbraio | World Covered Court Championships 1923 Barcellona, Spagna Singolare - Doppio      | Henri Cochet 6-4 7-5 6-4               | John Brian Gilbert        |               |                     |
| 11 febbraio | World Covered Court Championships 1923 Barcellona, Spagna Singolare - Doppio      | Henri Cochet Jean Couiteas 6-1 6-1 7-5 | Leif Rovsing Erik Tegner  |               |                     |
| 12 febbraio | Nice First Meeting 1923 Nizza, Francia Singolare - Doppio                         | Henry George Mayes 6-0 6-1 9-7         | Uberto De Morpurgo        |               |                     |
| 12 febbraio | Nice First Meeting 1923 Nizza, Francia Singolare - Doppio                         |                                        |                           |               |                     |
| 12 febbraio | Buffalo Indoor 1923 Buffalo, USA Parquet indoor Singolare - Doppio                | Bill Tilden 6-4 4-6 3-6 6-3 6-1        | Vincent Richards          |               |                     |
| 12 febbraio | Buffalo Indoor 1923 Buffalo, USA Parquet indoor Singolare - Doppio                |                                        |                           |               |                     |
| 18 febbraio | New South Wales Championships 1923 Sydney, Australia Singolare - Doppio           | James O. Anderson 6-4, 6-3, 6-0        | Norman Peach              |               |                     |
| 18 febbraio | New South Wales Championships 1923 Sydney, Australia Singolare - Doppio           |                                        |                           |               |                     |
| 18 febbraio | Carlton Club Second Meeting 1923 Cannes, Francia Singolare - Doppio               | Henry George Mayes                     | non conosciuta (bandiera) |               |                     |
| 18 febbraio | Carlton Club Second Meeting 1923 Cannes, Francia Singolare - Doppio               |                                        |                           |               |                     |
| 26 febbraio | Torneo di Beaulieu 1923 Beaulieu-sur-Mer, Francia Singolare - Doppio              | Gordon Lowe                            | non conosciuta (bandiera) |               |                     |
| 26 febbraio | Torneo di Beaulieu 1923 Beaulieu-sur-Mer, Francia Singolare - Doppio              |                                        |                           |               |                     |

### Marzo
| Settimana | Torneo                                                                            | Vincitore                      | Finalista                      | Semifinalisti | Eliminati ai quarti |
| --------- | --------------------------------------------------------------------------------- | ------------------------------ | ------------------------------ | ------------- | ------------------- |
| Marzo     | South African Championships 1923 Johannesburg, Sudafrica Singolare - Doppio       | Louis Raymond 6-3 7-5 4-6 6-2  | Jack Condon                    |               |                     |
| Marzo     | South African Championships 1923 Johannesburg, Sudafrica Singolare - Doppio       |                                |                                |               |                     |
| Marzo     | New South Wales Hard Court Championships 1923 Dubbo, Australia Singolare - Doppio | James Bayley                   | non conosciuta (bandiera)      |               |                     |
| Marzo     | New South Wales Hard Court Championships 1923 Dubbo, Australia Singolare - Doppio |                                |                                |               |                     |
| 4 marzo   | Monte Carlo Cup 1923 Monte Carlo, Monte Carlo Singolare - Doppio                  | Gordon Lowe 6-2 6-4 6-4        | Francis Riou Leighton-Crawford |               |                     |
| 4 marzo   | Monte Carlo Cup 1923 Monte Carlo, Monte Carlo Singolare - Doppio                  |                                |                                |               |                     |
| 7 marzo   | Torneo di Bordighera 1923 Bordighera, Italia Singolare - Doppio                   | Erik Worm 7-9 7-5 6-4 6-2      | Grieg                          |               |                     |
| 7 marzo   | Torneo di Bordighera 1923 Bordighera, Italia Singolare - Doppio                   |                                |                                |               |                     |
| 8 marzo   | Florida State Championships 1923 Palm Beach, USA Singolare - Doppio               | Francis Hunter 6-2 6-3 6-2     | Hawk                           |               |                     |
| 8 marzo   | Florida State Championships 1923 Palm Beach, USA Singolare - Doppio               |                                |                                |               |                     |
| 12 marzo  | Bermuda International Championships 1923 Hamilton, Bermuda Singolare - Doppio     | Vincent Richards 6-3 6-3 6-0   | Lawrence Rice                  |               |                     |
| 12 marzo  | Bermuda International Championships 1923 Hamilton, Bermuda Singolare - Doppio     |                                |                                |               |                     |
| 13 marzo  | Riviera Championships 1923 Mentone, Francia Singolare - Doppio                    | Gordon Lowe                    | non conosciuta (bandiera)      |               |                     |
| 13 marzo  | Riviera Championships 1923 Mentone, Francia Singolare - Doppio                    |                                |                                |               |                     |
| 18 marzo  | South of France Championships 1923 Nizza, Francia Singolare - Doppio              | Gordon Lowe                    | non conosciuta (bandiera)      |               |                     |
| 18 marzo  | South of France Championships 1923 Nizza, Francia Singolare - Doppio              |                                |                                |               |                     |
| 19 marzo  | Brooklyn Indoor 1923 New York, USA Singolare - Doppio                             | Herbert Bowman 6-1 6-2 8-6     | Armand L. Bruneau              |               |                     |
| 19 marzo  | Brooklyn Indoor 1923 New York, USA Singolare - Doppio                             |                                |                                |               |                     |
| 19 marzo  | Los Angeles City Championships 1923 Los Angeles, USA Singolare - Doppio           | Harvey Snodgrass               | Bill Johnston                  |               |                     |
| 19 marzo  | Los Angeles City Championships 1923 Los Angeles, USA Singolare - Doppio           |                                |                                |               |                     |
| 24 marzo  | South Australian Championships 1923 Adelaide, Australia Singolare - Doppio        | Gerald Patterson 6-3, 6-4, 7-5 | Ian D. McInnes                 |               |                     |
| 24 marzo  | South Australian Championships 1923 Adelaide, Australia Singolare - Doppio        |                                |                                |               |                     |
| 25 marzo  | Côte d'Azur Championships 1923 Cannes, Francia Singolare - Doppio                 | Henry George Mayes             | non conosciuta (bandiera)      |               |                     |
| 25 marzo  | Côte d'Azur Championships 1923 Cannes, Francia Singolare - Doppio                 |                                |                                |               |                     |

### Aprile
| Settimana | Torneo                                                                                | Vincitore                                       | Finalista                            | Semifinalisti | Eliminati ai quarti |
| --------- | ------------------------------------------------------------------------------------- | ----------------------------------------------- | ------------------------------------ | ------------- | ------------------- |
| aprile    | Roehampton Hard Court Championships 1923 Roehampton, Gran Bretagna Singolare - Doppio | Brian Norton                                    | non conosciuta (bandiera)            |               |                     |
| aprile    | Roehampton Hard Court Championships 1923 Roehampton, Gran Bretagna Singolare - Doppio |                                                 |                                      |               |                     |
| aprile    | German Championships 1923 Berlino, Germania Singolare - Doppio                        | Heinz Landmann 6-2 6-3 7-5                      | Louis Maria Heyden                   |               |                     |
| aprile    | German Championships 1923 Berlino, Germania Singolare - Doppio                        |                                                 |                                      |               |                     |
| 1º aprile | Casino Heights Invitational 1923 New York, USA Parquet indoor Singolare - Doppio      | Francis Hunter 6-2 6-2 10-8                     | William J. Gallon                    |               |                     |
| 1º aprile | Casino Heights Invitational 1923 New York, USA Parquet indoor Singolare - Doppio      |                                                 |                                      |               |                     |
| 5 aprile  | Cannes Championships 1923 Cannes, Francia Singolare - Doppio                          | Henry George Mayes                              | non conosciuta (bandiera)            |               |                     |
| 5 aprile  | Cannes Championships 1923 Cannes, Francia Singolare - Doppio                          |                                                 |                                      |               |                     |
| 7 aprile  | US Indoors 1923 New York, USA Singolare - Doppio                                      | Vincent Richards 6-1 6-3 7-5                    | Francis Hunter                       |               |                     |
| 7 aprile  | US Indoors 1923 New York, USA Singolare - Doppio                                      | Vincent Richards Francis Hunter 6-3, 7-3, 7-5   | Samuel Howard Voshell Frank Anderson |               |                     |
| 15 aprile | North & South Championships 1923 Pinehurst, USA Singolare - Doppio                    | Vincent Richards 6-3 3-6 6-4                    | Samuel Howard Voshell                |               |                     |
| 15 aprile | North & South Championships 1923 Pinehurst, USA Singolare - Doppio                    |                                                 |                                      |               |                     |
| 21 aprile | Greenbrier Invitational 1923 White Sulphur Springs, USA Singolare - Doppio            | Francis Hunter                                  | Samuel Howard Voshell                | G.C. Shafer   |                     |
| 21 aprile | Greenbrier Invitational 1923 White Sulphur Springs, USA Singolare - Doppio            | Samuel Howard Voshell Dean Mathey 6-0, 7-5, 6-2 | Francis Hunter Beals Wright          | G.C. Shafer   |                     |

### Maggio
| Settimana | Torneo                                                                                  | Vincitore                                           | Finalista                          | Semifinalisti | Eliminati ai quarti |
| --------- | --------------------------------------------------------------------------------------- | --------------------------------------------------- | ---------------------------------- | ------------- | ------------------- |
| maggio    | Surrey Championships 1923 Surbiton, Gran Bretagna Singolare - Doppio                    | Randolph Lycett                                     | non conosciuta (bandiera)          |               |                     |
| maggio    | Surrey Championships 1923 Surbiton, Gran Bretagna Singolare - Doppio                    |                                                     |                                    |               |                     |
| maggio    | Middlesex Championships 1923 Chiswick Park, Gran Bretagna Singolare - Doppio            | Brian Norton                                        | non conosciuta (bandiera)          |               |                     |
| maggio    | Middlesex Championships 1923 Chiswick Park, Gran Bretagna Singolare - Doppio            |                                                     |                                    |               |                     |
| maggio    | West of England Championships 1923 Bristol, Gran Bretagna Singolare - Doppio            | Patrick Wheatley                                    | non conosciuta (bandiera)          |               |                     |
| maggio    | West of England Championships 1923 Bristol, Gran Bretagna Singolare - Doppio            |                                                     |                                    |               |                     |
| 11 maggio | North Side Championships 1923 University Heights, USA Singolare - Doppio                | Frederick Anderson                                  | non conosciuta (bandiera)          |               |                     |
| 11 maggio | North Side Championships 1923 University Heights, USA Singolare - Doppio                |                                                     |                                    |               |                     |
| 21 maggio | Harlem Tennis Club Championships 1923 New York, USA Singolare - Doppio                  | Anton Von Bernuth 6-4 6-3 6-2                       | Paul Martin                        |               |                     |
| 21 maggio | Harlem Tennis Club Championships 1923 New York, USA Singolare - Doppio                  |                                                     |                                    |               |                     |
| 27 maggio | World Hard Court Championships 1923 Saint-Cloud, Francia Terra rossa Singolare - Doppio | Bill Johnston 4-6 6-2 6-2 4-6 6-3                   | Jean Washer                        |               |                     |
| 27 maggio | World Hard Court Championships 1923 Saint-Cloud, Francia Terra rossa Singolare - Doppio | Jacques Brugnon Marcel Dupont 10-12 3-6 6-2 6-3 6-4 | Uberto De Morpurgo Leonce Aslangul |               |                     |
| 31 maggio | Philadelphia City Championships 1923 Filadelfia, USA Singolare - Doppio                 | Bill Tilden                                         | Wallace Ford Johnson               |               |                     |
| 31 maggio | Philadelphia City Championships 1923 Filadelfia, USA Singolare - Doppio                 | Bill Tilden                                         |                                    |               |                     |

### Giugno
| Settimana | Torneo                                                                                            | Vincitore                                | Finalista                     | Semifinalisti | Eliminati ai quarti |
| --------- | ------------------------------------------------------------------------------------------------- | ---------------------------------------- | ----------------------------- | ------------- | ------------------- |
| 2 giugno  | Orange Club Championships 1923 Mountain Station, USA Singolare - Doppio                           | Masanosuke Fukuda 6-2, 7-5, 6-4          | Frank Anderson                |               |                     |
| 2 giugno  | Orange Club Championships 1923 Mountain Station, USA Singolare - Doppio                           |                                          |                               |               |                     |
| 2 giugno  | Eastern Pennsylvania Clay Court Championships 1923 Filadelfia, USA Terra rossa Singolare - Doppio | Bill Tilden 1-6 4-6 6-4 6-2 6-3          | Manuel Alonso                 |               |                     |
| 2 giugno  | Eastern Pennsylvania Clay Court Championships 1923 Filadelfia, USA Terra rossa Singolare - Doppio |                                          |                               |               |                     |
| 2 giugno  | Eastern New York Clay Court Championships 1923 New York, USA Singolare - Doppio                   | Percy Lloyd Kynaston 7-5 3-6 7-5 6-3     | Paul Martin                   |               |                     |
| 2 giugno  | Eastern New York Clay Court Championships 1923 New York, USA Singolare - Doppio                   |                                          |                               |               |                     |
| 4 giugno  | Northern Championships 1923 Manchester, Gran Bretagna Singolare - Doppio                          | Patrick Wheatley                         | non conosciuta (bandiera)     |               |                     |
| 4 giugno  | Northern Championships 1923 Manchester, Gran Bretagna Singolare - Doppio                          |                                          |                               |               |                     |
| 9 giugno  | Connecticut State Championships 1923 New Haven, USA Singolare - Doppio                            | Alfred Chapin                            | Morse                         |               |                     |
| 9 giugno  | Connecticut State Championships 1923 New Haven, USA Singolare - Doppio                            |                                          |                               |               |                     |
| 16 giugno | Middle States Championships 1923 Filadelfia, USA Singolare - Doppio                               | Wallace Ford Johnson 3-6 6-3 3-6 6-2 6-3 | Carl Fischer                  |               |                     |
| 16 giugno | Middle States Championships 1923 Filadelfia, USA Singolare - Doppio                               |                                          |                               |               |                     |
| 16 giugno | Campionato francese di tennis 1923 Parigi, Francia Singolare - Doppio                             | François Blanchy 1-6 6-2 6-0 6-2         | Max Décugis                   |               |                     |
| 16 giugno | Campionato francese di tennis 1923 Parigi, Francia Singolare - Doppio                             | François Blanchy Jean Samazeuilh         |                               |               |                     |
| 16 giugno | New England Championships 1923 Hartford, USA Terra rossa Singolare - Doppio                       | Bill Tilden 7-5 7-5 6-8 6-3              | Manuel Alonso                 |               |                     |
| 16 giugno | New England Championships 1923 Hartford, USA Terra rossa Singolare - Doppio                       | Bill Tilden Manuel Alonso                |                               |               |                     |
| 16 giugno | Kent Championships 1923 Beckenham, Gran Bretagna Singolare - Doppio                               | Bill Johnston                            | non conosciuta (bandiera)     |               |                     |
| 16 giugno | Kent Championships 1923 Beckenham, Gran Bretagna Singolare - Doppio                               |                                          |                               |               |                     |
| 17 giugno | New Jersey State Championships 1923 Montclair, USA Singolare - Doppio                             | Anton Von Bernuth                        | Percy Lloyd Kynaston          |               |                     |
| 17 giugno | New Jersey State Championships 1923 Montclair, USA Singolare - Doppio                             |                                          |                               |               |                     |
| 24 giugno | Metropolitan Clay Court Championships 1923 New York, USA Singolare - Doppio                       | King                                     | Watson Washburn               |               |                     |
| 24 giugno | Metropolitan Clay Court Championships 1923 New York, USA Singolare - Doppio                       |                                          |                               |               |                     |
| 24 giugno | Queen's Club Championships 1923 Londra, Gran Bretagna Singolare - Doppio                          | Vincent Richards 6-2 6-2                 | Sydney M. Jacob               |               |                     |
| 24 giugno | Queen's Club Championships 1923 Londra, Gran Bretagna Singolare - Doppio                          |                                          |                               |               |                     |
| 24 giugno | Great Lakes Championships 1923 Buffalo, USA Singolare - Doppio                                    | Bill Tilden 7-5 6-3 6-3                  | Manuel Alonso                 |               |                     |
| 24 giugno | Great Lakes Championships 1923 Buffalo, USA Singolare - Doppio                                    | Bill Tilden Sandy Weiner 6-1 6-1 7-5     | Manuel Alonso Charles Garland |               |                     |
| 24 giugno | Massachusetts State Championships 1923 Boston, USA Singolare - Doppio                             | Nathaniel Niles                          | Lawrence Rice                 |               |                     |
| 24 giugno | Massachusetts State Championships 1923 Boston, USA Singolare - Doppio                             |                                          |                               |               |                     |

### Luglio
| Settimana  | Torneo                                                                                    | Vincitore                                      | Finalista                      | Semifinalisti | Eliminati ai quarti |
| ---------- | ----------------------------------------------------------------------------------------- | ---------------------------------------------- | ------------------------------ | ------------- | ------------------- |
| luglio     | Canadian Championships 1923 Vancouver, Canada Singolare - Doppio                          | William LeRoy Rennie 6-2 6-3 6-3               | W.H. Richards                  |               |                     |
| luglio     | Canadian Championships 1923 Vancouver, Canada Singolare - Doppio                          | Willard Crocker Jack Wright                    |                                |               |                     |
| luglio     | Welsh Championships 1923 Newport, Gran Bretagna Singolare - Doppio                        | John Mycroft Boucher                           | non conosciuta (bandiera)      |               |                     |
| luglio     | Welsh Championships 1923 Newport, Gran Bretagna Singolare - Doppio                        |                                                |                                |               |                     |
| luglio     | Torneo di Frinton-on-Sea 1923 Frinton-on-Sea, Gran Bretagna Singolare - Doppio            | William L. Clements                            | non conosciuta (bandiera)      |               |                     |
| luglio     | Torneo di Frinton-on-Sea 1923 Frinton-on-Sea, Gran Bretagna Singolare - Doppio            |                                                |                                |               |                     |
| luglio     | East of England Championships 1923 Felixstowe, Gran Bretagna Singolare - Doppio           | Sydney M. Jacob                                | non conosciuta (bandiera)      |               |                     |
| luglio     | East of England Championships 1923 Felixstowe, Gran Bretagna Singolare - Doppio           |                                                |                                |               |                     |
| luglio     | Midland Counties Championships 1923 Edgbaston, Gran Bretagna Singolare - Doppio           | Athar-Ali Fyzee                                | non conosciuta (bandiera)      |               |                     |
| luglio     | Midland Counties Championships 1923 Edgbaston, Gran Bretagna Singolare - Doppio           |                                                |                                |               |                     |
| luglio     | Irish Championships 1923 Dublino, Irlanda Singolare - Doppio                              | George Eric Mackay 7–5, 6–0, 6–1               | F. Crosbie                     |               |                     |
| luglio     | Irish Championships 1923 Dublino, Irlanda Singolare - Doppio                              |                                                |                                |               |                     |
| 2 luglio   | Queensboro Championships 1923 Kew Gardens, USA Singolare - Doppio                         | Samuel Howard Voshell 7-5 6-3 9-11 4-6 10-8    | Percy Lloyd Kynaston           |               |                     |
| 2 luglio   | Queensboro Championships 1923 Kew Gardens, USA Singolare - Doppio                         |                                                |                                |               |                     |
| 2 luglio   | Pacific Coast Championships 1923 Berkeley, USA Singolare - Doppio                         | Howard Kinsey                                  | Clarence James Griffin         |               |                     |
| 2 luglio   | Pacific Coast Championships 1923 Berkeley, USA Singolare - Doppio                         |                                                |                                |               |                     |
| 7 luglio   | Torneo di Wimbledon 1923 Londra, Gran Bretagna Erba Singolare - Doppio                    | Bill Johnston 6-0 6-3 6-1                      | Francis Hunter                 |               |                     |
| 7 luglio   | Torneo di Wimbledon 1923 Londra, Gran Bretagna Erba Singolare - Doppio                    | Leslie Godfree Randolph Lycett 6-3 6-4 3-6 6-3 | Count de Gomar Eduardo Flaquar |               |                     |
| 9 luglio   | Illinois State Championships 1923 Chicago, USA Singolare - Doppio                         | Manuel Alonso 8-6 11-13 6-3 6-1                | Bill Tilden                    |               |                     |
| 9 luglio   | Illinois State Championships 1923 Chicago, USA Singolare - Doppio                         |                                                |                                |               |                     |
| 14 luglio  | Oritani Field Club Championships 1923 Hackensack, USA Singolare - Doppio                  | Percy Lloyd Kynaston 6-0 6-2 6-3               | Anton Von Bernuth              |               |                     |
| 14 luglio  | Oritani Field Club Championships 1923 Hackensack, USA Singolare - Doppio                  |                                                |                                |               |                     |
| 15 luglio  | Rhode Island State Championships 1923 Providence, USA Singolare - Doppio                  | Carl Fischer                                   | Samuel Howard Voshell          |               |                     |
| 15 luglio  | Rhode Island State Championships 1923 Providence, USA Singolare - Doppio                  |                                                |                                |               |                     |
| 15 luglio  | Lake Mohank Invitational 1923 Lake Mohank, USA Singolare - Doppio                         | Alfred Chapin                                  | Bassford                       |               |                     |
| 15 luglio  | Lake Mohank Invitational 1923 Lake Mohank, USA Singolare - Doppio                         |                                                |                                |               |                     |
| 1-6 luglio | Kings County Championships 1923 Brooklyn, USA Singolare - Doppio                          | Percy Lloyd Kynaston 3-6 8-6 6-3 6-3           | I. Biltchik                    |               |                     |
| 1-6 luglio | Kings County Championships 1923 Brooklyn, USA Singolare - Doppio                          |                                                |                                |               |                     |
| 17 luglio  | U.S. Men's Clay Court Championships 1923 Indianapolis, USA Terra rossa Singolare - Doppio | Bill Tilden 6-2 6-8 6-1 7-5                    | Manuel Alonso                  |               |                     |
| 17 luglio  | U.S. Men's Clay Court Championships 1923 Indianapolis, USA Terra rossa Singolare - Doppio | Howard Kinsey Robert Kinsey 6-4 13-11 6-3      | John Hennessey Walter Wesbrook |               |                     |
| 20 luglio  | New York State Championships 1923 Syracuse, USA Singolare - Doppio                        | Herbert Bowman 6-4 1-6 6-2 4-6 8-6             | Howard                         |               |                     |
| 20 luglio  | New York State Championships 1923 Syracuse, USA Singolare - Doppio                        |                                                |                                |               |                     |
| 21 luglio  | Longwood Bowl 1923 Brookline, USA Singolare - Doppio                                      | Harvey Snodgrass 6-2 6-4 6-2                   | Richard Norris Williams        |               |                     |
| 21 luglio  | Longwood Bowl 1923 Brookline, USA Singolare - Doppio                                      |                                                |                                |               |                     |
| 23 luglio  | Long Island State Championships 1923 Woodmere, USA Singolare - Doppio                     | Jerry Lang 6-1 4-6 6-4 8-6                     | Preston                        |               |                     |
| 23 luglio  | Long Island State Championships 1923 Woodmere, USA Singolare - Doppio                     |                                                |                                |               |                     |
| 29 luglio  | Southern California Championships 1923 Los Angeles, USA Cemento Singolare - Doppio        | Bill Tilden 9-7 6-4 6-2                        | Manuel Alonso                  |               |                     |
| 29 luglio  | Southern California Championships 1923 Los Angeles, USA Cemento Singolare - Doppio        |                                                |                                |               |                     |
| 30 luglio  | Metropolitan Grass Court Championships 1923 New York, USA Singolare - Doppio              | Robert Kinsey 6-3 6-1 11-9                     | Clarence James Griffin         |               |                     |
| 30 luglio  | Metropolitan Grass Court Championships 1923 New York, USA Singolare - Doppio              |                                                |                                |               |                     |

### Agosto
| Settimana | Torneo                                                                            | Vincitore                                       | Finalista                   | Semifinalisti | Eliminati ai quarti |
| --------- | --------------------------------------------------------------------------------- | ----------------------------------------------- | --------------------------- | ------------- | ------------------- |
| agosto    | North of England Championships 1923 Scarborough, Gran Bretagna Singolare - Doppio | Sydney M. Jacob                                 | non conosciuta (bandiera)   |               |                     |
| agosto    | North of England Championships 1923 Scarborough, Gran Bretagna Singolare - Doppio |                                                 |                             |               |                     |
| agosto    | Suffolk Championships 1923 Saxmundham, Gran Bretagna Singolare - Doppio           | Randolph Lycett                                 | non conosciuta (bandiera)   |               |                     |
| agosto    | Suffolk Championships 1923 Saxmundham, Gran Bretagna Singolare - Doppio           |                                                 |                             |               |                     |
| agosto    | Cinque Ports Championships 1923 Folkestone, Gran Bretagna Singolare - Doppio      | Norman Dicks                                    | non conosciuta (bandiera)   |               |                     |
| agosto    | Cinque Ports Championships 1923 Folkestone, Gran Bretagna Singolare - Doppio      |                                                 |                             |               |                     |
| agosto    | Derbyshire Championships 1923 Buxton, Gran Bretagna Singolare - Doppio            | Edwin McCrea                                    | non conosciuta (bandiera)   |               |                     |
| agosto    | Derbyshire Championships 1923 Buxton, Gran Bretagna Singolare - Doppio            |                                                 |                             |               |                     |
| agosto    | Queensland Championships 1923 Brisbane, Australia Singolare - Doppio              | Pat O'Hara Wood                                 | non conosciuta (bandiera)   |               |                     |
| agosto    | Queensland Championships 1923 Brisbane, Australia Singolare - Doppio              |                                                 |                             |               |                     |
| agosto    | Hampshire Championships 1923 Bournemouth, Gran Bretagna Singolare - Doppio        | Brame Hillyard                                  | non conosciuta (bandiera)   |               |                     |
| agosto    | Hampshire Championships 1923 Bournemouth, Gran Bretagna Singolare - Doppio        |                                                 |                             |               |                     |
| 4 agosto  | Connecticut State Championships 1923 Winsted, USA Singolare - Doppio              | Major 6-3 6-0 6-0                               | Jerry Lang                  |               |                     |
| 4 agosto  | Connecticut State Championships 1923 Winsted, USA Singolare - Doppio              |                                                 |                             |               |                     |
| 4 agosto  | Seabright Invitational 1923 Seabright, USA Singolare - Doppio                     | Bill Johnston                                   | Richard Norris Williams     |               |                     |
| 4 agosto  | Seabright Invitational 1923 Seabright, USA Singolare - Doppio                     |                                                 |                             |               |                     |
| 7 agosto  | Western Championships 1923 Chicago, USA Singolare - Doppio                        | Walter Kenneth Wesbrook                         | George Lott                 |               |                     |
| 7 agosto  | Western Championships 1923 Chicago, USA Singolare - Doppio                        |                                                 |                             |               |                     |
| 12 agosto | Southampton Invitation 1923 Southampton, USA Singolare - Doppio                   | Vincent Richards 6-2 6-2 6-2                    | Carl Fischer                |               |                     |
| 12 agosto | Southampton Invitation 1923 Southampton, USA Singolare - Doppio                   |                                                 |                             |               |                     |
| 18 agosto | Newport Casino Trophy 1923 Newport, USA Singolare - Doppio                        | Howard Kinsey 6-4 4-6 6-0 9-7                   | Harvey Snodgrass            |               |                     |
| 18 agosto | Newport Casino Trophy 1923 Newport, USA Singolare - Doppio                        |                                                 |                             |               |                     |
| 18 agosto | Tri-State Championships 1923 Cincinnati, USA Singolare - Doppio                   | Louis Edwin Kuhler 6-3 6-3 6-2                  | Paul C. Kunkel              |               |                     |
| 18 agosto | Tri-State Championships 1923 Cincinnati, USA Singolare - Doppio                   | Howard Cordes Louis Kuhler 6-3, 6-2, 6-4        | Edwin Haupt Sidney Newman   |               |                     |
| 18 agosto | Australasian Championships 1923 Brisbane, Australia Singolare - Doppio            | Pat O'Hara Wood 6-1 6-1 6-3                     | Bert St John                |               |                     |
| 18 agosto | Australasian Championships 1923 Brisbane, Australia Singolare - Doppio            | Pat O'Hara Wood Bert St John 6-4, 6-3, 3-6, 6-0 | Dudley Bullough Horace Rice |               |                     |
| 25 agosto | Quaker Ridge Championships 1923 New Rochelle, USA Singolare - Doppio              | Percy Lloyd Kynaston                            | Jerry Lang                  |               |                     |
| 25 agosto | Quaker Ridge Championships 1923 New Rochelle, USA Singolare - Doppio              |                                                 |                             |               |                     |
| 26 agosto | Maine State Championships 1923 Squirrel Island, USA Singolare - Doppio            | Major 11-9 6-4 6-0                              | Hall                        |               |                     |
| 26 agosto | Maine State Championships 1923 Squirrel Island, USA Singolare - Doppio            |                                                 |                             |               |                     |

### Settembre
| Settimana    | Torneo                                                                           | Vincitore                                        | Finalista                               | Semifinalisti | Eliminati ai quarti |
| ------------ | -------------------------------------------------------------------------------- | ------------------------------------------------ | --------------------------------------- | ------------- | ------------------- |
| settembre    | South of England Championships 1923 Eastbourne, Gran Bretagna Singolare - Doppio | Cotah Ramaswami                                  | non conosciuta (bandiera)               |               |                     |
| settembre    | South of England Championships 1923 Eastbourne, Gran Bretagna Singolare - Doppio |                                                  |                                         |               |                     |
| 2 settembre  | Southern New York Championships 1923 Rye, USA Singolare - Doppio                 | Howard Kinsey 6-3 6-4                            | Robert Kinsey                           |               |                     |
| 2 settembre  | Southern New York Championships 1923 Rye, USA Singolare - Doppio                 |                                                  |                                         |               |                     |
| 10 settembre | Greenwich Tennis Club Championships 1923 Greenwich, USA Singolare - Doppio       | Robert Kinsey 6-2 4-6 8-6                        | Howard Kinsey                           |               |                     |
| 10 settembre | Greenwich Tennis Club Championships 1923 Greenwich, USA Singolare - Doppio       |                                                  |                                         |               |                     |
| 16 settembre | U.S. National Championships 1923 Filadelfia, USA Erba Singolare - Doppio         | Bill Tilden 6-4 6-0 6-4                          | Bill Johnston                           |               |                     |
| 16 settembre | U.S. National Championships 1923 Filadelfia, USA Erba Singolare - Doppio         | Bill Tilden Brian Norton 3-6, 6-2, 6-3, 5-7, 6-2 | Richard Norris Williams Watson Washburn |               |                     |

### Ottobre
| Settimana | Torneo                                                                            | Vincitore                        | Finalista        | Semifinalisti | Eliminati ai quarti |
| --------- | --------------------------------------------------------------------------------- | -------------------------------- | ---------------- | ------------- | ------------------- |
| ottobre   | British Covered Court Championships 1923 Londra, Gran Bretagna Singolare - Doppio | John D. Wheatley 1-6 6-2 6-4 6-4 | Ali-Hassan Fyzee |               |                     |
| ottobre   | British Covered Court Championships 1923 Londra, Gran Bretagna Singolare - Doppio |                                  |                  |               |                     |

### Novembre
| Settimana   | Torneo                                                                   | Vincitore                 | Finalista       | Semifinalisti | Eliminati ai quarti |
| ----------- | ------------------------------------------------------------------------ | ------------------------- | --------------- | ------------- | ------------------- |
| 4 novembre  | Mexican Championships 1923 Città del Messico, Messico Singolare - Doppio | Vincent Richards          | Manuel Alonso   |               |                     |
| 4 novembre  | Mexican Championships 1923 Città del Messico, Messico Singolare - Doppio |                           |                 |               |                     |
| 24 novembre | Victorian Championships 1923 Melbourne, Australia Singolare - Doppio     | Gerald Patterson walkover | Pat O`Hara Wood |               |                     |
| 24 novembre | Victorian Championships 1923 Melbourne, Australia Singolare - Doppio     |                           |                 |               |                     |

### Dicembre
| Settimana   | Torneo                                                                      | Vincitore                        | Finalista                | Semifinalisti | Eliminati ai quarti |
| ----------- | --------------------------------------------------------------------------- | -------------------------------- | ------------------------ | ------------- | ------------------- |
| 20 dicembre | Bristol Cup 1923 Mentone, Francia Singolare - Doppio                        | John C.S. Rendall 6–2, 6–3, 7–5  | J. Negro                 |               |                     |
| 20 dicembre | Bristol Cup 1923 Mentone, Francia Singolare - Doppio                        |                                  |                          |               |                     |
| 30 dicembre | New Zealand Championships 1923 Canterbury, Nuova Zelanda Singolare - Doppio | Arthur W. Sims 9-7 6-3 6-1       | Geoffrey Morton Ollivier |               |                     |
| 30 dicembre | New Zealand Championships 1923 Canterbury, Nuova Zelanda Singolare - Doppio | A.W. Fortheringham E.B.W. Smyth  |                          |               |                     |
| 31 dicembre | Coupe de Noel 1923 Parigi, Francia Singolare - Doppio                       | Jean Borotra 6-4 6-2 4-6 3-6 6-2 | René Lacoste             |               |                     |
| 31 dicembre | Coupe de Noel 1923 Parigi, Francia Singolare - Doppio                       |                                  |                          |               |                     |

## Senza data
| Settimana  | Torneo                                                   | Vincitore     | Finalista                 | Semifinalisti | Eliminati ai quarti |
| ---------- | -------------------------------------------------------- | ------------- | ------------------------- | ------------- | ------------------- |
| Senza data | Torneo di La Jolla 1923 La Jolla, USA Singolare - Doppio | Ralph Sindorf | non conosciuta (bandiera) |               |                     |
| Senza data | Torneo di La Jolla 1923 La Jolla, USA Singolare - Doppio |               |                           |               |                     |